# 北欧

CIA World Factbookによるヨーロッパの地域の分類
北ヨーロッパ
西ヨーロッパ
中央ヨーロッパ
南ヨーロッパ
南東ヨーロッパ
南西ヨーロッパ
東ヨーロッパ
南西アジア
北アジア
中央アジア
中東

北欧（ほくおう、英: Nordic countries, Nordic region、ノルウェー語: Norden、スウェーデン語: Norden、デンマーク語: Norden、フィンランド語: Pohjoismaat、アイスランド語: Norðurlöndin）は、北ヨーロッパの通称である。主に文化・歴史的な共通点で括られた地域のことを指す。この項目では、Norden, Nordicと総称される地域について説明する。

## 北欧理事会
次の五か国三地域が北欧理事会 (Nordic Council) 加盟国となっている。
- デンマーク（デンマーク王国構成国そして主体）
- グリーンランド（デンマーク王国構成国）
- フェロー諸島（デンマーク王国構成国）
- スウェーデン（スウェーデン王国の主体）
- フィンランド（19世紀以前はスウェーデン王国の属国、19世紀以降はロシアの属国へ）
- オーランド諸島（フィンランド領だが、母語はスウェーデン語）
- ノルウェー（同時にデンマークやスウェーデンに所属していた）
- アイスランド（ノルウェーの先住民が開拓した植民地）

このうち、スウェーデン・デンマーク・ノルウェーの三か国は特にスカンディナヴィアと呼ばれる。ただし、現代の北欧の人々は外交上あるいは学術上といった公的な場を除いて、北欧 (Nordic) とスカンディナヴィアを峻別せず混同することが多い。

## 文化地図
北欧諸国は、歴史・文化・社会の面で多くの共通点をもっている。バルト三国（エストニア、ラトビア、リトアニアの3カ国）は、CIA World Factbookのヨーロッパ地域分類でも、ヨーロッパ人の感覚的にも、北欧諸国には含まれていない。イングルハート・ウェルスツェルの文化地図から明らかなように、世界文化価値観調査において北欧文化圏は、伝統、宗教、国家への忠誠よりも個人の自由や世俗主義などを重視し、合理的社会秩序を重視する近似の民族として位置づけられる。北欧の人々は、この文化規範と価値観に特徴があり、この文化的特徴に近い国として、オランダ・ドイツ・スイス・ニュージーランド・オーストラリアなどが挙げられる。実際、北欧諸国は2022年の積極的平和指数でスイス、オランダ、オーストラリア、ドイツ、ニュージーランド、日本とともに上位13カ国にランクインしており、平等性を重視する共通の文化や価値観を持っていることがわかる。

## 特徴
言語・民族的には、フィンランド・バルト三国を除けば北ゲルマン語を話す北ゲルマン系民族がほとんどである。北ゲルマン語は北欧語・ノルディック語・ノルド語とも呼ばれ、非常に似ているデンマーク語・スウェーデン語・ノルウェー語・アイスランド語およびフェロー語等の総称である。また逆に、北ゲルマン語は北欧諸国以外ではほとんど話されず、北ゲルマン系民族は北欧諸国以外にはほとんど居住しない。
フィンランドの多数民族はウラル系のスオミ人である。スオミ人の固有の文化はゲルマン民族とは大きく違い、隣国ロシア国境地帯のカレリア人やフィンランド湾対岸のエストニア人と共通点が多い。しかし、フィンランドは旧スウェーデン領なので北ゲルマン文化の影響を強く受け、少数民族としてスウェーデン系フィンランド人もおり、スオミ語だけでなくスウェーデン語も公用語になっている。
また、ノルウェー・スウェーデン・フィンランド（およびロシア）の北部一帯のラップランドに、やはりウラル系のサーミが少数民族として住む。グリーンランドにはエスキモー系のカラーリットが住み、デンマーク全体では少数民族だがグリーンランドでは多数民族である。
宗教は、キリスト教プロテスタント系のルーテル教会の割合が非常に高い。
国旗は「スカンディナヴィア十字」と呼ばれる左寄りの十字を使っている国が多い。
現代の北欧諸国は、政府の政策により、進んだキャッシュレス社会となっており、現金（紙幣・硬貨）はほとんど流通しなくなっている。これには北極に近く、気候的に冬季の現金輸送が困難であるという点も一因となっている。詳細はスウェーデン・クローナ#スウェーデンのキャッシュレス化を参照。

## 歴史
近世まではデンマーク、ノルウェー、スウェーデンの三か国が北欧諸国だった。ただし、地域としては現在のアイスランド（旧デンマーク領）やフィンランド（旧スウェーデン領）も含み、ソ連崩壊後は独立したバルト三国も含むようになった。
- カルマル同盟
- バルト帝国
- ノルディックバランス

## 国連による北欧の区分

国際連合によるヨーロッパの区分（北ヨーロッパは青）

「欧」とは「欧州・欧羅巴（ヨーロッパ）」の意であり、日本語では「北欧」と「北ヨーロッパ」に明確な字義の違いはなく、しばしば同義語とされる。
CIA World Factbookによるヨーロッパ地域の分類や、一般的なヨーロッパ諸国の認識では、北欧理事会の5つの加盟国であるスウェーデン・デンマーク・フィンランド・ノルウェー・アイスランドを指し、国連のヨーロッパ分類では、これらの5か国に加えてバルト三国（エストニア、ラトビア、リトアニア）、ブリテン諸島を加えている。
日本では、北欧諸国と表記する場合もある。

北欧諸国 (オレンジ・赤) 及びスカンディナヴィアの君主制諸国 (赤)
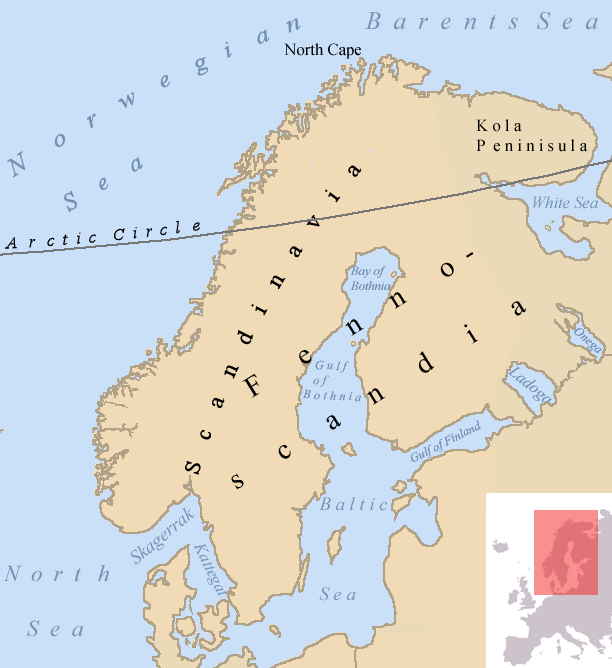
フェノスカンジア
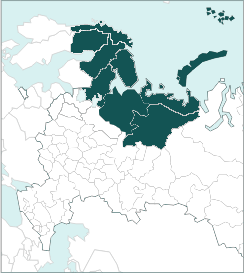
バレンツ地方
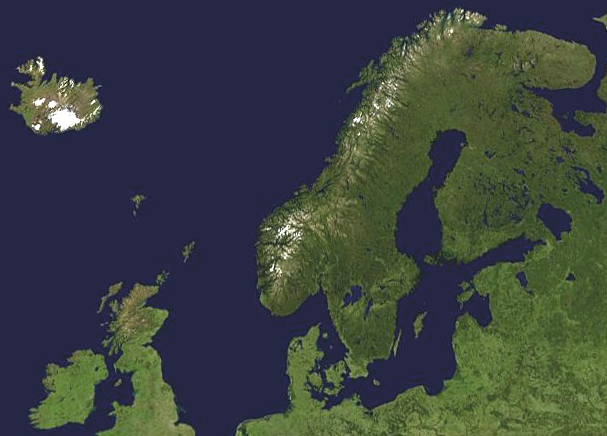
北欧の衛星画像